# Lille Napoleon (album)
Lille Napoleon, är ett studioalbum av Kristian Anttila, utgivet 9 juni 2008 via EMI. Albumet innehåller singlarna Vill ha dig, Smutser, Västra Frölunda och Din kärlek.
Albumet är skrivet, framfört, producerat, inspelat, mixad och mastrad av Kristian Anttila.

## Mottagande
Lille Napoleon fick ett övervägande positivt gott mottagande med näst högst betyg från t.ex. Nya Wermlands-Tidningen, Corren och Norran. Svenska Dagbladet, Expressen, Sydsvenskan, Göteborgs-Posten, Upsala Nya Tidning och Kristianstadbladet gav också positiv kritik.
Singeln Vill ha dig nådde stora framgångar och förstaplats placeringar på Sommartoppen, Tracks och Grand Prix. Även Smutser och Västra Frölunda gick det bra för på TV och radio.
Låten Oceaner skulle senare (2017) komma att användas i en stor reklamfilm för Volvo.

## Låtlista
På samtliga spår är text och musik skriven av Kristian Anttila.
| Nr           | Titel               | Längd |
| ------------ | ------------------- | ----- |
| 1.           | Västra Frölunda     | 3:23  |
| 2.           | Hårt godis          | 3:01  |
| 3.           | Vill ha dig         | 3:19  |
| 4.           | När ingen annan ser | 5:36  |
| 5.           | Smutser             | 3:40  |
| 6.           | Tom Petty           | 2:57  |
| 7.           | Som fjädrar         | 5:42  |
| 8.           | Din kärlek          | 4:17  |
| 9.           | Benjamin och jag    | 3:11  |
| 10.          | Oceaner             | 20:09 |
| Total längd: | Total längd:        | 55:18 |

## Medverkande musiker
- Kristian Anttila - sång, gitarr, bas och övrigt
- Johan Häglund - trummor och kör
- Fredrik Kurzawa - gitarr och kör
- Petter Seander - bas och kör
- Nils Bőrén - saxofon
- Per Eldh - kör
- Martin von Inghardt - kör
- Daniel Karlsson - kör
- Charlotta Nyman - kör
- Frida Sjöstam - kör
- Amanda Werne Seholtbach - stråkar och kör[5]